# 모래에도 꽃이 핀다
《모래에도 꽃이 핀다》은 2023년 12월 20일부터 2024년 1월 31일까지 방송했던 ENA 수목 드라마였다.

## 프로그램 소개
팍팍하게 살고 있는 왕년의 씨름 신동인 김백두와 왕년의 골목대장 오두식이 재회하면서 벌어지는 유쾌하고 발랄한 이야기를 그린 휴먼 로맨틱 코미디 드라마

## 제작진

### 제작사
- 에이스토리

### 극본
- 원유정

### 연출
- 김진우

## 등장 인물

### 주요 인물
- 장동윤: 김백두 역(아역: 강지용)
- 이주명: 오두식 / 오유경 역(아역: 박규빈)

### 주변 인물
- 윤종석: 민현욱 역
- 김보라: 주미란 역
- 이재준: 곽진수 역
- 이주승: 조석희 역

### 그 외 인물
- 최무성: 김태백 역
- 장영남: 마진숙 역
- 우현: 박필두 역
- 황석정: 임현자 역
- 안창환: 이경문 역
- 장희정: 안현진 역
- 서정연: 추미숙 역
- 이호철: 정길수 역
- 박보경: 서숙희 역
- 조시내: 강종미 역
- 현종우: 송영욱 역
- 원현준: 최칠성 역
- 황재열: 박동찬 역
- 허동원: 연 코치 역
- 윤정일: 주철용 역
- 이유준: 김한라 역
- 김태정: 임동석 역

## 시청률
최저 시청률과 최고 시청률은 시청률 조사회사와 지역별로 시청률에 차이가 있을 수 있습니다.
| 2023년 | 2023년    | 2023년         | 2023년       |
| 회차   | 방송일    | 닐슨 시청률    | 닐슨 시청률  |
| 회차   | 방송일    | 대한민국(전국) | 수도권(서울) |
| ------ | --------- | -------------- | ------------ |
| 제1회  | 12월 20일 | 1.483%         | -            |
| 제2회  | 12월 21일 | 1.413%         | -            |
| 제3회  | 12월 27일 | 1.473%         | -            |
| 제4회  | 12월 28일 | 1.428%         | -            |
| 2024년 |           |                |              |
| 제5회  | 1월 3일   | 1.855%         | 1.673%       |
| 제6회  | 1월 4일   | 2.148%         | 1.752%       |
| 제7회  | 1월 10일  | 2.023%         | 1.824%       |
| 제8회  | 1월 11일  | 2.396%         | 2.356%       |
| 제9회  | 1월 17일  | 2.358%         | 2.242%       |
| 제10회 | 1월 18일  | 2.778%         | 2.690%       |
| 제11회 | 1월 24일  | 2.758%         | 2.804%       |
| 제12회 | 1월 31일  | 2.835%         | 2.728%       |

## OST
- Part.1 조각 구름 - 카더가든
- Part.2 못다 한 이야기 - 고영배
- Part.3 가장 아름다운 날 - 오왠
- Part.4

## 결방
- 2024년 1월 25일 : 《2023 카타르 AFC 아시안컵》 중계 방송 관계로 결방

## 같이 보기
- 대한민국의 텔레비전 드라마 목록 (ㅁ)
- 2023년 대한민국의 텔레비전 드라마 목록